# Dr. Byrds & Mr. Hyde
| 전문가 평가                   | 전문가 평가 |
| 평가 점수                     | 평가 점수   |
| 출처                          | 점수        |
| ----------------------------- | ----------- |
| AllMusic                      | [ 1 ]       |
| Encyclopedia of Popular Music | [ 2 ]       |
| The Great Rock Discography    | 5/10        |
| Record Mirror                 | [ 4 ]       |
| The Rolling Stone Album Guide | [ 5 ]       |

《Dr. Byrds & Mr. Hyde》는 미국의 록 밴드 버즈의 일곱 번째 스튜디오 음반으로, 1969년 3월 5일, 컬럼비아 레코드에서 발매되었다. 이 음반은 밥 존스턴에 의해 제작되었고 밴드가 컨트리 록 소재를 사이키델릭 록과 병치하는 것을 보았고, 음반 제목에 암시된 스타일리시한 분할 개성을 부여했다. 이 음반은 클래런스 화이트 (기타), 진 파슨스 (드럼), 존 요크 (베이스), 그리고 창립 멤버 로저 맥귄 (기타)의 새 밴드 라인업이 수록된 첫 번째 음반이다. 《Dr. Byrds & Mr. Hyde》는 매 트랙에서 리드 보컬을 부르는 유일한 음반이라는 점에서 밴드의 음반 목록 내에서 독특하다.
이 음반은 빌보드 200 차트에서 153위로 정점을 찍었고, 영국 음반 차트에서 15위에 올랐다. 1969년 1월 7일에 발매된 싱글 〈Bad Night at the Wiskey〉는 미국에서나 영국에서 차트 작성에 실패했다. 또한 《Dr. Byrds & Mr. Hyde》 발매 직후 녹음되고 존스턴이 프로듀싱한 밥 딜런의 〈Lay Lady Lay〉 커버가 수록된 비음반 싱글은 《빌보드》 차트 132위로 정점을 찍었다. 《Dr. Byrds & Mr. Hyde》는 이 밴드의 미국 내 경력 중 가장 낮은 차트 음반으로, 후기 《Farther Along》을 한 자리 차이로 앞섰다.

## 배경
그램 파슨스가 밴드를 떠난 후, 리드 기타리스트 로저 맥귄과 베이시스트 크리스 힐먼은 다가오는 콘서트 의무를 충족시키기 위해 대체 멤버를 찾아야 한다고 결정했다. 뉴포트 팝 페스티벌의 출연이 임박하자, 맥귄과 힐먼은 유명한 세션 기타리스트이자 오랜 기간 대기하고 있던 버즈인 클래런스 화이트를 영입하기 위해 빠르게 움직였다. 버즈의 이전 세 음반에서 세션 음악가로 활동했던 화이트는 1968년 7월, 정식 멤버로 밴드에 초대받았다.  뉴포트 팝 페스티벌 출연 이후 화이트는 밴드의 드러머 케빈 켈리에 대한 불만을 표출하기 시작했고, 곧 맥귄과 힐먼을 설득하여 켈리를 내슈빌 웨스트에서 화이트의 친구였던 진 파슨스로 교체했다.
맥귄, 힐먼, 화이트, 파슨스의 새로운 라인업은 힐만이 그램 파슨스와 함께 플라잉 부리토 브라더스를 결성하기 위해 떠나기 전까지 한 달도 채 되지 않았다. 조니 리버스, 서 더글러스 퀸텟, 마마스 앤 파파스와 함께 투어를 했던 세션 음악가 존 요크가 베이스로 그의 대체자로 고용되었다. 맥귄과 화이트의 듀얼 기타 작업을 특징으로 하는 새로운 밴드 라인업은 비평가와 관객들에게 버즈의 이전 구성보다 훨씬 더 많은 콘서트에서 성취되었다고 여겨졌다.
밴드 인력의 변화가 너무 많은 가운데 맥귄은 밴드의 새 음반에서 리드 보컬을 혼자 부르기로 결심하여 소닉 유니언의 느낌을 주었다. 맥귄은 버즈의 팬들이 이 단계에서 새로운 멤버들의 낯선 목소리를 내는 것은 너무 혼란스러울 것이라고 느꼈고, 그래서 화이트, 파슨스, 요크는 음반 녹음 동안 보컬을 지원하는 임무로 밀려났다. 그 결과 《Dr. Byrds & Mr. Hyde》는 버즈 카탈로그에서 매 트랙마다 리드 보컬을 맡은 유일한 음반이다.

## 곡 목록
| #  | 제목                             | 작사·작곡                  | 재생 시간 |
| -- | -------------------------------- | -------------------------- | --------- |
| 1. | 〈This Wheel's on Fire〉         | 밥 딜런, 릭 단코           | 4:44      |
| 2. | 〈Old Blue〉                     | 민요, 로저 맥귄 (편곡)     | 3:21      |
| 3. | 〈Your Gentle Way of Loving Me〉 | 기브 길보, 게리 S. 팩스턴  | 2:35      |
| 4. | 〈Child of the Universe〉        | 데이브 그루신, 맥귄        | 3:15      |
| 5. | 〈Nashville West〉               | 진 파슨스, 클래런스 화이트 | 2:29      |

| #  | 제목                                                             | 작사·작곡                                 | 재생 시간 |
| -- | ---------------------------------------------------------------- | ----------------------------------------- | --------- |
| 1. | 〈Drug Store Truck Drivin' Man〉                                 | 맥귄, 그램 파슨스                         | 3:53      |
| 2. | 〈King Apathy III〉                                              | 맥귄                                      | 3:00      |
| 3. | 〈Candy〉                                                        | 맥귄, 존 요크                             | 3:01      |
| 4. | 〈Bad Night at the Whiskey〉                                     | 맥귄, 조셉 리처즈                         | 3:23      |
| 5. | 〈Medley: My Back Pages/B.J. Blues/Baby What You Want Me to Do〉 | 딜런/맥귄, 요크, 파슨스, 화이트/지미 리드 | 4:08      |